# Weißbach, Hohenlohe
Weißbach là một thị xã nằm ở huyện Hohenlohekreis, thuộc bang Baden-Württemberg, Đức.

## Thị trưởng
- Trước năm 1997: Manfred Görke
- Từ năm 1997: Rainer Züfle. Ông được bầu lại vào các năm 2005, 2013 và 2021.[2][3]